# 筒口允之
筒口 允之（つつぐち まこと、2002年4月26日 - ）は、ジャパンラグビーリーグワンの静岡ブルーレヴズに所属するラグビーユニオン選手。

## 略歴
5歳で長与ヤングラガーズ（長崎県）でラグビーを始める。中学校時代、長崎ラグビースクールで太陽生命カップ準優勝となる。
長崎南山高等学校に進学し、高3時は主将となり花園（全国高等学校ラグビーフットボール大会）出場したが、東福岡高等学校に敗れた。
天理大学に入って、1年時から関西大学ラグビーフットボールリーグ6試合に10番で先発出場した。3年時は、リーグ戦と大学選手権（全国大学ラグビーフットボール選手権大会）の全試合で10番で先発し、関西大学ラグビーフットボールリーグの「2023年度ベスト15」を受賞した。4年時には、関東ラグビーフットボール協会100周年記念大会に西軍代表としてプレーした。
2025年1月21日、ジャパンラグビーリーグワンの静岡ブルーレヴズにアーリーエントリーでの入団を発表した。同年3月、天理大学卒業。